# بلدة هوب (مقاطعة ميدلاند)
هوب، مقاطعة ميدلاند (بالإنجليزية: Hope Township, Midland County, Michigan)‏ هي بلدة تقع بولاية ميشيغان في الولايات المتحدة. تبلغ مساحتها 60.6 (كم²)، وترتفع عن سطح البحر 208 م، بلغ عدد سكانها 1286 نسمة في عام تعداد الولايات المتحدة 2000 حسب إحصاء مكتب تعداد الولايات المتحدة وتصل الكثافة السكانية فيها 21.6 نسمة/كم2.

## أعلام
- سارا لي

## وصلات خارجية
- The US50 - Cities and Towns in Michigan State
- Michigan Cities and Towns, Facts, Map, Flag, Colleges, Government, and More